# Risingsun (Ohio)
Risingsun é uma vila localizada no estado norte-americano de Ohio, no Condado de Wood.

## Demografia
Segundo o censo norte-americano de 2000, a sua população era de 620 habitantes.
Em 2006, foi estimada uma população de 604, um decréscimo de 16 (-2.6%).

## Geografia
De acordo com o United States Census Bureau tem uma área de
1,5 km², dos quais 1,5 km² cobertos por terra e 0,0 km² cobertos por água.

## Localidades na vizinhança
O diagrama seguinte representa as localidades num raio de 16 km ao redor de Risingsun.